# Скамокава-Веллі (Вашингтон)
Скамокава-Веллі (англ. Skamokawa Valley) — переписна місцевість (CDP) в США, в окрузі Вакаєкум штату Вашингтон. Населення — 487 осіб (2020).

## Географія
Скамокава-Веллі розташована за координатами 46°18′55″ пн. ш. 123°24′5″ зх. д. / 46.31528° пн. ш. 123.40139° зх. д. (46.315247, -123.401288).  За даними Бюро перепису населення США в 2010 році переписна місцевість мала площу 73,58 км², з яких 73,02 км² — суходіл та 0,56 км² — водойми.

## Демографія
Згідно з переписом 2010 року, у переписній місцевості мешкала 401 особа в 159 домогосподарствах у складі 104 родин. Густота населення становила 5 осіб/км².  Було 200 помешкань (3/км²).
Расовий склад населення:
| - 93,8 % — білих - 1,0 % — корінних американців - 0,2 % — азіатів - 1,5 % — осіб інших рас |

До двох чи більше рас належало 3,5 %. Частка іспаномовних становила 2,5 % від усіх жителів.
За віковим діапазоном населення розподілялося таким чином: 25,7 % — особи молодші 18 років, 58,6 % — особи у віці 18—64 років, 15,7 % — особи у віці 65 років та старші. Медіана віку мешканця становила 44,5 року. На 100 осіб жіночої статі у переписній місцевості припадало 97,5 чоловіків;  на 100 жінок у віці від 18 років та старших — 102,7 чоловіків також старших 18 років.
За межею бідності перебувало 19,4 % осіб, у тому числі 0,0 % дітей у віці до 18 років та 43,1 % осіб у віці 65 років та старших.
Цивільне працевлаштоване населення становило 132 особи. Основні галузі зайнятості: освіта, охорона здоров'я та соціальна допомога — 25,0 %, роздрібна торгівля — 14,4 %, мистецтво, розваги та відпочинок — 13,6 %.